# Gare Inkerman I
La gare Inkerman I (en ukrainien : Інкерман I ; russe : Инкерман-Первый) est une gare ferroviaire de Crimée située sur le territoire de la ville d'Inkerman.

## Histoire
La gare, construite en 1875 sur la ligne Lozovo-Sébastopol.